# Gare de Saint-Rémy-en-l'Eau
La gare de Saint-Rémy-en-l'Eau est une gare ferroviaire française de la ligne de Paris-Nord à Lille, située sur le territoire de la commune de Saint-Remy-en-l'Eau, dans le département de l'Oise en région Hauts-de-France.
C'est une halte voyageurs de la Société nationale des chemins de fer français (SNCF), desservie par des trains TER Hauts-de-France.

## Situation ferroviaire
Établie à 92 mètres d'altitude, la gare de Saint-Rémy-en-l'Eau est située au point kilométrique (PK) 75,414 de la ligne de Paris-Nord à Lille, entre les gares d'Avrechy et Saint-Just-en-Chaussée.

## Fréquentation
Selon les estimations de la SNCF, la fréquentation annuelle de la gare s'élève aux nombres indiqués dans le tableau ci-dessous.
| Année               | 2022 | 2021 | 2020 | 2019 | 2018 | 2017 | 2016 | 2015 |
| ------------------- | ---- | ---- | ---- | ---- | ---- | ---- | ---- | ---- |
| Nombre de voyageurs | 123  | 96   | 89   | 170  | 92   | 311  | 206  | 632  |

## Service des voyageurs

### Accueil
Halte SNCF, c'est un point d'arrêt non géré (PANG) à entrée libre.

### Desserte
Saint-Rémy-en-l'Eau est desservie par des trains TER de la ligne P10 des TER Hauts-de-France, de Paris-Nord à Amiens.

### Intermodalité
Un parking pour les véhicules non aménagé est possible près de l'ancien bâtiment voyageurs.